# Les Piliers de la Terre (mini-série)
Pour le roman de Ken Follett dont est adaptée cette mini-série, voir Les Piliers de la Terre.
Les Piliers de la Terre (The Pillars of the Earth) est une mini-série germano-canadienne en huit épisodes de 52 minutes (ou quatre épisodes d'un peu plus de cent minutes) adaptée du roman de Ken Follett, Les Piliers de la Terre, et diffusée aux États-Unis entre le 23 juillet 2010 et le 27 août 2010 sur Starz et au Canada sur The Movie Network et Movie Central. Elle reçoit trois nominations pour la 68e cérémonie des Golden Globes et une nomination pour la 37e cérémonie des Saturn Awards.
La mini-série a été diffusée en France à partir du 9 décembre 2010 sur Canal+, puis rediffusée sur TPS Star, France 3, Numéro 23 en 2016 ; en Belgique à partir du 17 novembre 2011 sur La Une et au Québec à partir du 27 juin 2012 sur AddikTV.

## Synopsis
L'histoire de la construction d'une cathédrale dans la ville de Kingsbridge dans l'Angleterre du XIIe siècle...

## Fiche technique
- Réalisateur : Sergio Mimica-Gezzan
- Scénariste : John Pielmeier (en) et Ken Follett
- Production : John Ryan (VI)
- Musique originale : Trevor Morris
- Directeur artistique : Branimir Babic, Lóránt Jávor, Tibor Lázár
- Montage : Richard Comeau, Sylvain Lebel
- Chef décorateur : Miljen Kreka Kljakovic
- Chef opérateur : Attila Szalay
- Costumier : Mario Davignon
- Maquillage : Lászlóné
- Effets spéciaux : Furedi Csaba - Szilvassy Istvan

## Distribution
- Ian McShane (VF et VQ : Richard Darbois) : Waleran Bigod
- Matthew Macfadyen (VF et VQ : Gilles Morvan) : Prieur Philip
- Rufus Sewell : Tom le Bâtisseur
- Eddie Redmayne (VF et VQ : Tony Marot) : Jack Jackson
- Hayley Atwell (VF et VQ : Ariane Aggiage) : Aliena de Shiring
- Natalia Wörner (VQ : Marika Lhoumeau) : Ellen
- Sarah Parish (VQ : Marie-Andrée Corneille) : Regan Hamleigh
- Donald Sutherland (VF : Bernard Tiphaine ; VQ : Vincent Davy) : Bartholomew de Shiring
- Gordon Pinsent (VQ : Guy Nadon) : l'archevêque de Canterbury
- David Oakes (VQ : Alexis Lefebvre) : William Hamleigh
- Sam Claflin (VQ : Hugolin Chevrette) : Richard de Shiring
- John Pielmeier (en) (VQ : Jacques Lavallée) : Cuthbert
- Tony Curran (VQ : Thiéry Dubé) : Stephen d'Angleterre
- Alison Pill (VQ : Kim Jalabert) : Maud
- Clive Wood (en) (VQ : Éric Gaudry) : Henri Ier d'Angleterre
- Liam Garrigan (VQ : Patrice Dubois) : Alfred
- Anatole Taubman (VQ : François Godin) : Remigius
- Götz Otto (VQ : Jean-François Beaupré) : Walter
- Robert Bathurst (VQ : Gilbert Lachance) : Percy Hamleigh
- Jody Halse (VQ : Martin Desgagné) : Johnny-Huit-Pences
- Matt Devere (VQ : Benoît Gouin) : Robert de Gloucester
- Kate Dickie (VQ : Lisette Dufour) : Agnes
- Skye Bennett (VQ : Claudia-Laurie Corbeil) : Martha
- David Bark-Jones (en) (VF : Frédéric Popovic ; VQ : Marc-André Bélanger) : Francis
- Douglas Booth (VQ : Nicolas Bacon) : Eustache IV de Boulogne
- Jonathan Coy (VQ : Tristan Harvey) : Père Ralph
- Féodor Atkine : Abbé Suger
- Ken Follett : un marchand normand (scène se déroulant à Cherbourg, lorsque Jack Jackson retrouve sa famille paternelle, dans le septième épisode)
- Jeremy Haward-Grau (VQ : Thomas-Fionn Tran) : Henry, enfant
- Sidney Johnston (VQ : Charles Sirard-Blouin) : Jonathan, 4 à 5 ans

Source et légende : Version française (VF) sur Doublage Series Dabatase.
 Source et légende : version québécoise (VQ) sur Doublage.qc.ca

## Épisodes
1. L'Anarchie (Anarchy)
2. Maître Constructeur (Master Builder)
3. Rédemption (Redemption)
4. Champ de Bataille (Battlefield)
5. Legs (Legacy)
6. Sorcellerie (Witchcraft)
7. Nouveaux Départs (New Beginnings)
8. Le Travail des Anges (The Work of Angels)

## Un monde sans fin
- La suite des Piliers, Un monde sans fin (World Without End) en huit épisodes, était diffusée en automne 2012 sur la chaîne ReelzChannel[7] aux États-Unis et à partir du 4 septembre 2012 sur Showcase au Canada[8].